# روبرت دان
روبرت دان (بالإنجليزية: Robert Dunn)‏ (16 نوفمبر 1950، سانتا مونيكا في الولايات المتحدة)؛ صحفي وروائي أمريكي.